# NGC 6210
NGC 6210 (другое обозначение — PK 43+37.1) — планетарная туманность в созвездии Геркулес.
Этот объект входит в число перечисленных в оригинальной редакции «Нового общего каталога».